# Железная дорога Кейптаун — Каир

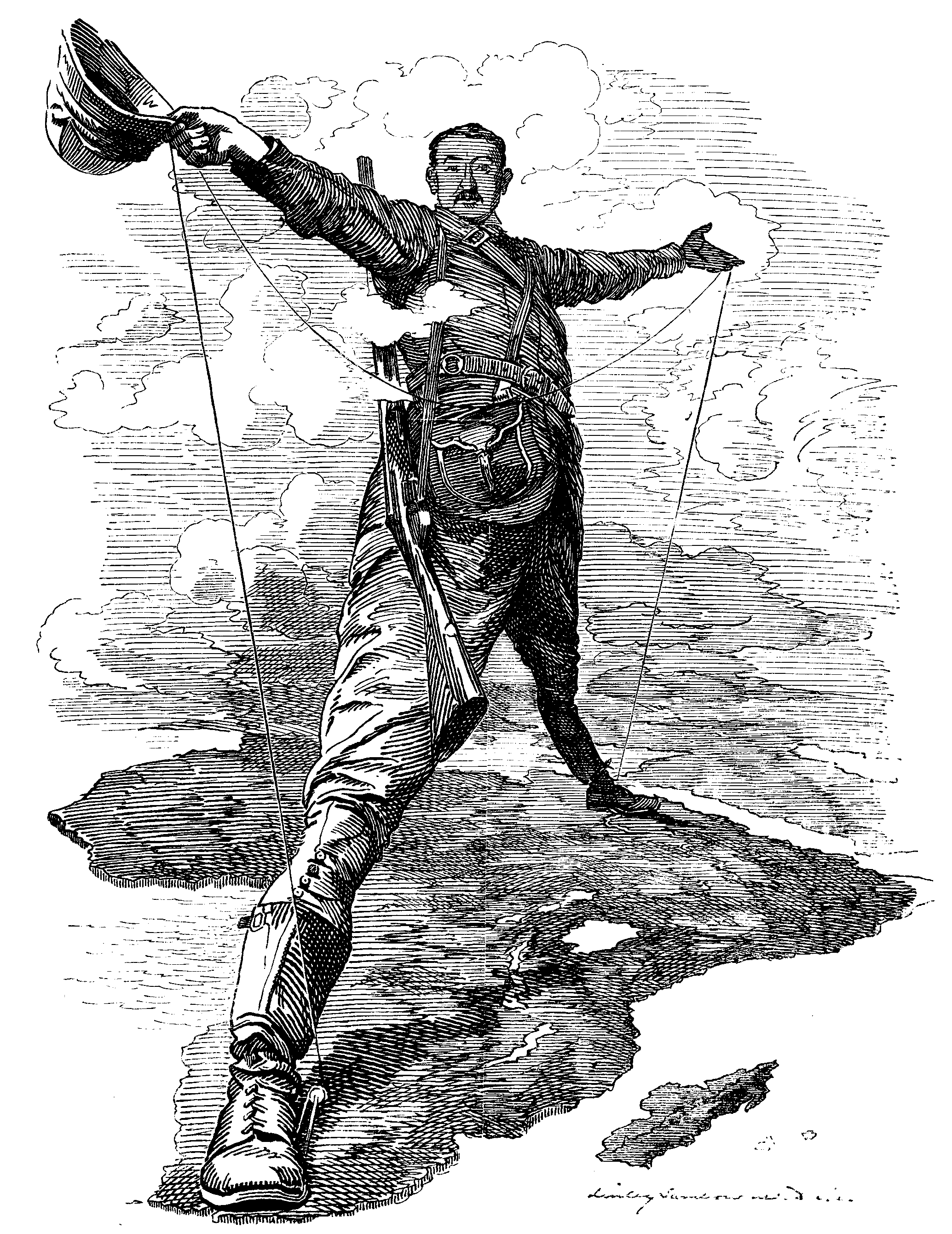
«Колосс Родский». Карикатура из журнала «Панч» (1892)

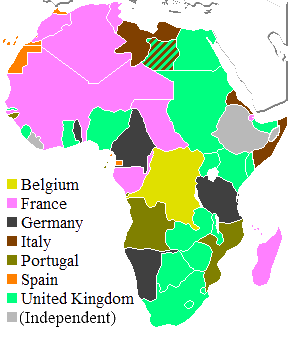
Европейские колонии в Африке в 1914 году. Зелёным цветом обозначены колонии Великобритании

Железная дорога Кейптаун — Каир — незавершённый проект трансконтинентальной железной дороги, пересекающей Африку с юга на север. План был инициирован в конце XIX века Сесилом Джоном Родсом с целью соединить смежные владения Британской империи непрерывной транспортной линией от Кейптауна (Южная Африка) до Каира (Египет). Большинство участков введены в эксплуатацию, но большая часть, занятая тропическими лесами, между Суданом и Угандой так и не была построена.

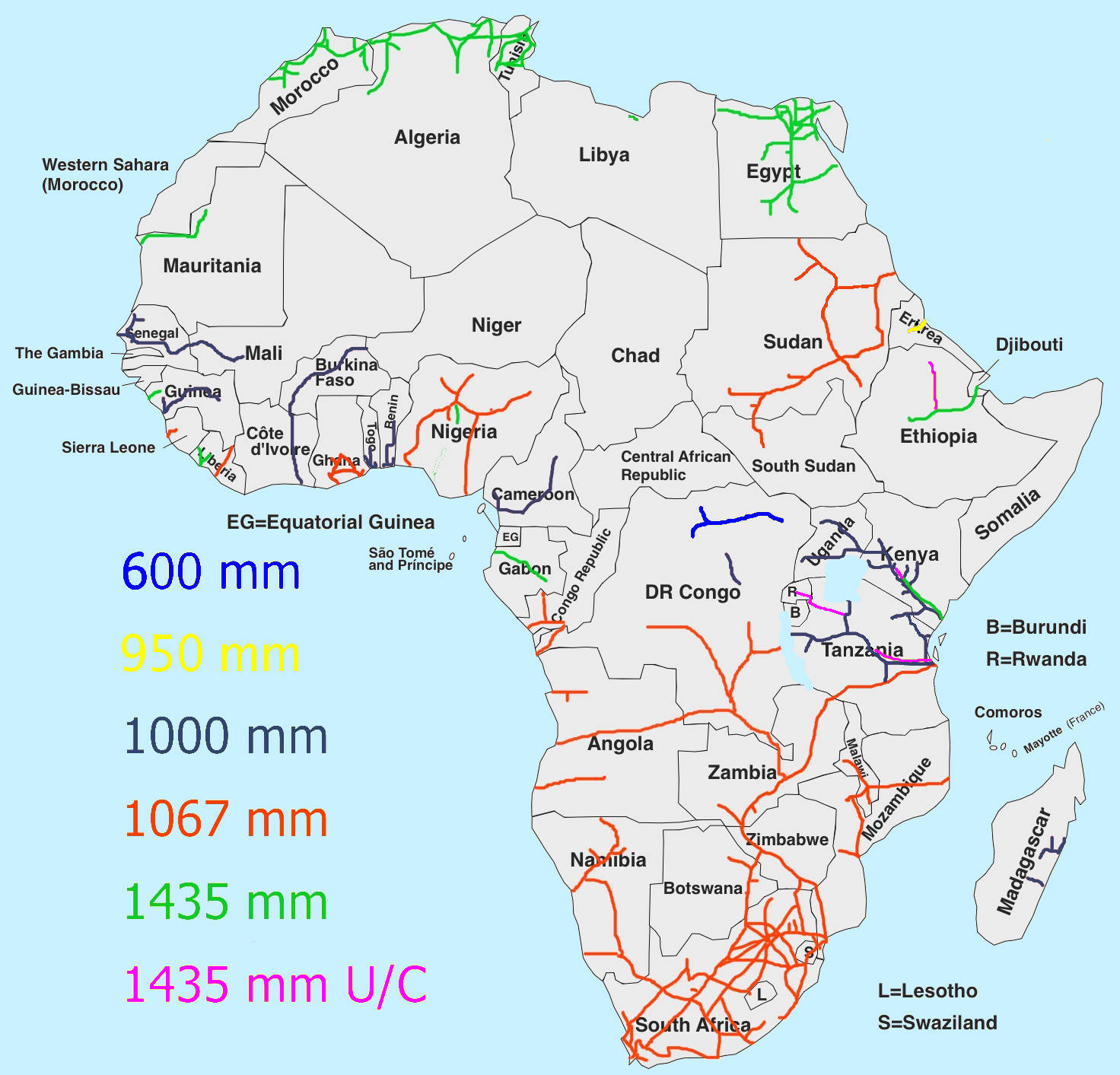
Ширина ж.д. колеи в африканских странах

## История
Проект железной дороги был вызван колониальной политикой Британской империи. Сесил Родс мечтал о «красной линии» британских владений на карте. Железная дорога (и телеграфная линия) должна была стать важным элементом этого плана, объединив территории, облегчив управление, давая возможность военным быстро передвигаться в нужное место, помогая поселениям и поощряя торговлю. Это строительство представляло собой важную технологическую задачу.
Британцы должны были преодолеть препятствия, связанные не только с климатом, но и с вмешательством других стран. Португальцы до 1890 года неудачно пытались соединить с запада на восток свои колонии Анголу и Мозамбик («Розовая карта»), перерезая таким образом англичанам трансафриканский путь с севера на юг. 
Подобный проект был и у Франции — попытка соединения колоний Франции с запада на восток от Сенегала до Джибути. В 1897 году Франция отправила экспедицию Маршана, чтобы установить протекторат над южным Суданом и проложить маршрут через Эфиопию. Но французская экспедиция столкнулась на Ниле с британской флотилией Китченера, что привело к инциденту в Фашоде и, в конце концов, к дипломатическому поражению Франции.
В Южной Африке британцам до 1902 года противостояли буры. С поражением Германии в Первой мировой войне бывшая германская Восточная Африка в 1918 году также стала английской колонией, закрыв последний пробел в запланированном транспортном коридоре, но экономические причины в межвоенный период помешали завершить строительство железной дороги. Появление автомобилей и их чрезвычайное распространение, переориентировало руководителей экономически отсталых территорий на сооружение более доступных автомобильных дорог. Вместо железной магистрали здесь появилось и всё более активнее используется трансафриканское автомобильное шоссе Каир-Кейптаун.
После Второй мировой войны освободительное движение африканских народов разрушило британскую колониальную империю и её мечты по завершению железнодорожного трансафриканского проекта. Остались два разрыва: Асуан (Египет) - Вади-Хальфа (Судан) и Вау (Южный Судан) - Кампала (Уганда). На обоих участках запланировано строительство железнодорожных линий. Проблему соединения всех железных дорог Африки усложняют многочисленные вооружённые конфликты и различная ширина железнодорожной колеи. Ожидается, что приблизительно к 2050 году движение от Каира до Кейптауна на поезде станет возможно. 